# 高田富佐雄
高田 富佐雄（たかだ ふさお、1923年-1991年10月30日）は、日本のジャーナリスト、中国研究家。
佐賀県出身。東亜同文書院大学卒。毎日新聞記者となり、中国に勤務、江頭数馬らと文化大革命に遭遇。1966年ボーン・上田記念国際記者賞を受賞。のち毎日を退社、大森実の「東京オブザーヴァー」に参加。

## 著書
- 『太陽を射る中国 七億の大行進』弘文堂 フロンティア・ブックス 1965
- 『林彪 七億の軍師』新人物往来社 1969
- 『政治戦争 外交と謀略』（現代の戦争）新人物往来社 1970
- 『七億の林彪 中国第二革命』新人物往来社 1971
- 『となりの国・新しい中国 八億の人びと・その生活と文化』岩本唯宏絵 偕成社 少年少女ドキュメンタリー 1972
- 『現代中国の指導者』アジア評論社 1978
- 『中国共産党』教育社 入門新書 時事問題解説 1978

共著
- 『アジアの十字路-香港』江頭数馬,田村禎三共著 日本国際問題研究所 国際問題シリーズ 1965

翻訳
- 「中国人民解放軍建軍三十年」徴文編輯委員会『星火燎原 中国人民解放軍戦史 6 国共内戦』編訳 新人物往来社 1971

## 論文
- ＜高田富佐雄